# 다이아나 물다르

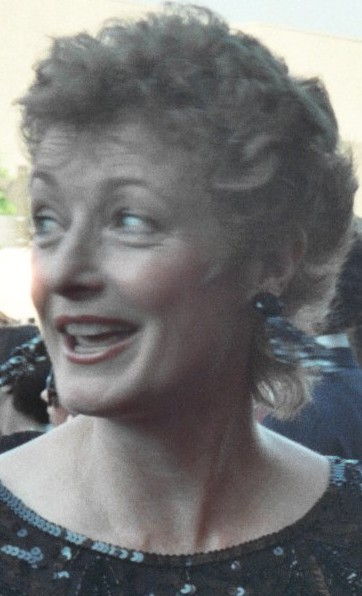

다이애나 멀도어(Diana Muldaur, 1938년 8월 19일 ~ )는 미국의 배우, 성우이다.
브루클린에서 태어났다.

## 출연 작품
- 네메시스 (2002년)
- 사랑의 저편 (1992년)
- 페리 메이슨 - 페이틀 패션의 사건 (1991년)
- 3막 살인 (1986년)
- 눈물겨운 기적 (1979년)
- 블랙 뷰티 (1978년)
- 형사 맥큐 (1974년)
- 더 로이어 (1970년)
- 수사관 맥클라우드 (1970년)
- 애증의 세월 (1968년)

### 텔레비전
- 배트맨 - TV 만화 시리즈 (1992년)
- 스타 트렉 - 넥스트 제너레이션 TV 시리즈 (1987년)
- LA 로 (1986년)
- 유물 (1978, The Word)
- 두 얼굴의 사나이 - 시리즈 (1978년)
- 형사 Q (1976년)
- 하와이 5-0수사대 (1968년)
- 스타 트렉 : 넥스트 제너레이션 시즌2
- 수사관 맥클라우드
- FBI (1965년)
- 디즈니랜드 (텔레비전 방송)(영어판) (1954년)